# Roussas
Roussas é uma povoação portuguesa do Município de Melgaço que foi sede da extinta Freguesia de Roussas, freguesia que tinha 9,46 km² de área e 1 107 habitantes (2011), e, por isso, uma densidade populacional de 117 h/km².
A Freguesia de Roussas foi extinta (agregada) pela reorganização administrativa de 2012/2013, tendo o seu território sido agregrado ao da Freguesia de Vila para criar a União de Freguesias de Vila e Roussas.

## População
| População da freguesia de Roussas | População da freguesia de Roussas | População da freguesia de Roussas | População da freguesia de Roussas | População da freguesia de Roussas | População da freguesia de Roussas | População da freguesia de Roussas | População da freguesia de Roussas | População da freguesia de Roussas | População da freguesia de Roussas | População da freguesia de Roussas | População da freguesia de Roussas | População da freguesia de Roussas | População da freguesia de Roussas | População da freguesia de Roussas |
| --------------------------------- | --------------------------------- | --------------------------------- | --------------------------------- | --------------------------------- | --------------------------------- | --------------------------------- | --------------------------------- | --------------------------------- | --------------------------------- | --------------------------------- | --------------------------------- | --------------------------------- | --------------------------------- | --------------------------------- |
| 1864                              | 1878                              | 1890                              | 1900                              | 1911                              | 1920                              | 1930                              | 1940                              | 1950                              | 1960                              | 1970                              | 1981                              | 1991                              | 2001                              | 2011                              |
| 872                               | 983                               | 960                               | 947                               | 960                               | 1 054                             | 1 028                             | 1 290                             | 1 154                             | 1 263                             | 1 081                             | 1 043                             | 1 036                             | 1 139                             | 1 107                             |

| Distribuição da População por Grupos Etários | Distribuição da População por Grupos Etários | Distribuição da População por Grupos Etários | Distribuição da População por Grupos Etários | Distribuição da População por Grupos Etários | Distribuição da População por Grupos Etários | Distribuição da População por Grupos Etários | Distribuição da População por Grupos Etários | Distribuição da População por Grupos Etários | Distribuição da População por Grupos Etários |
| -------------------------------------------- | -------------------------------------------- | -------------------------------------------- | -------------------------------------------- | -------------------------------------------- | -------------------------------------------- | -------------------------------------------- | -------------------------------------------- | -------------------------------------------- | -------------------------------------------- |
| Ano                                          | 0-14 Anos                                    | 15-24 Anos                                   | 25-64 Anos                                   | > 65 Anos                                    |                                              | 0-14 Anos                                    | 15-24 Anos                                   | 25-64 Anos                                   | > 65 Anos                                    |
| 2001                                         | 168                                          | 158                                          | 536                                          | 277                                          |                                              | 14,7%                                        | 13,9%                                        | 47,1%                                        | 24,3%                                        |
| 2011                                         | 130                                          | 104                                          | 565                                          | 308                                          |                                              | 11,7%                                        | 9,4%                                         | 51,0%                                        | 27,8%                                        |

## Localização
Roussas situa-se na encosta do Monte de Santa Rita, nas faldas da Serra da Peneda.
Confina a norte com as freguesias de Chaviães e da Vila, a sul com a freguesia de São Paio, a nascente com as freguesias de Fiães e Paços e a poente com a freguesia de Prado e novamente com a freguesia da Vila.